# Подольский, Николай Тимофеевич
Николай Тимофеевич Подольский (1903, село Успенка, теперь поселок Лутугинского района Луганской области — ?) — советский партийный деятель, 1-й секретарь Ярмолинецкого и Изяславского райкомов КПУ Хмельницкой области. Член Ревизионной Комиссии КПУ в сентябре 1952 — феврале 1960 г.

## Биография
Член ВКП(б) с 1928 года.
Находился на ответственной партийной работе.
С октября 1941 года — в Красной армии, участник Великой Отечественной войны. С июня 1942 года служил комиссаром, заместителем командира по политической части 694-го батальона аэродромного обслуживания 23-го района авиационного базирования 17-й воздушной армии.
В 1944 — начале 1950-х годов — 1-й секретарь Ярмолинецкого районного комитета КП(б)У Каменец-Подольской (Хмельницкой) области.
В 1950-х годах — 1-й секретарь Изяславского районного комитета КПУ Хмельницкой области.

## Звания
- капитан
- майор

## Награды
- два ордена Ленина (23.01.1948; 26.02.1958)
- орден Отечественной войны I степени (01.02.1945)
- орден Красной Звезды (30.06.1944)
- другие ордена
- медаль «За боевые заслуги» (30.04.1943)
- другие медали